# Cyrill Bertrán
Cyrill Bertrán (Geburtsname: José Sanz Tejedor; * 20. März 1888 in Lerma; † 9. Oktober 1934 in Turon, Asturien) war ein spanischer Ordensmann und Märtyrer. Er wird heute in der römisch-katholischen Kirche als Heiliger verehrt.
Tejedor schloss sich 1906 unter den Ordensnamen Cyrill Bertrán den Brüdern der christlichen Schulen an. 1925 wurde er zum Vorsteher der Ordenskommunität von Santander ernannt. Ab 1933 war er in einer Schule seiner Gemeinschaft in Turon tätig. Im Zuge der antiklerikalen Verfolgungen während der Zeitepoche vor dem Spanischen Bürgerkrieg wurde Cyrill 1934 zusammen mit 7 weiteren Angehörigen seines Ordens und einem Passionisten-Priester in Turon ermordet.
Er und seine Märtyrergefährten wurden von Papst Johannes Paul II. am 29. April 1990 selig- und 1999 heiliggesprochen.